# Paralepididae

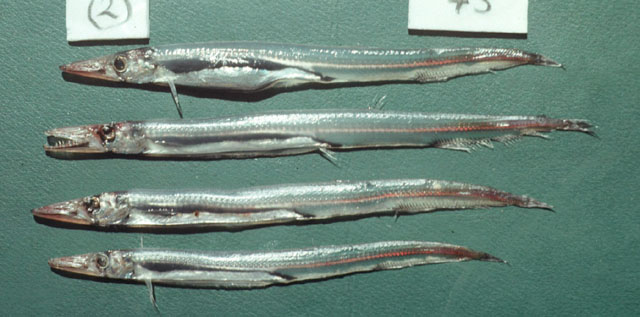
Lestrolepis japonica

Las barracudinas son la familia Paralepididae de peces marinos incluida en el orden Aulopiformes, distribuidos por mares de todo el mundo. Su nombre procede del griego: parallelos (paralelo) + lepis (escamas).
Aparecen por primera vez en el registro fósil en el Mioceno, durante el Terciario superior.
Cuerpo similar al de los Sphyraenidae, la aleta dorsal comienza en la mitad del tronco y tiene de 7 a 16 radios, la aleta anal con una base muy larga tiene de 20 a 50 radios, mientras que las aletas pectorales tienen de 11 a 17 radios. Pueden alcanzar hasta 1 m de longitud, con o sin escamas en el cuerpo y vejiga natatoria ausente.

## Géneros y especies
Existen 59 especies agrupadas en 12 géneros:
- Género Arctozenus (Gill, 1864)
  - Arctozenus risso (Bonaparte, 1840) - Barracudina pintada.
- Género Dolichosudis (Post, 1969)
  - Dolichosudis fuliginosa (Post, 1969)
- Género Lestidiops (Hubbs, 1916)
  - Lestidiops affinis (Ege, 1930) - Barracudina incolora.
  - Lestidiops bathyopteryx (Fowler, 1944)
  - Lestidiops cadenati (Maul, 1962)
  - Lestidiops distans (Ege, 1953)
  - Lestidiops extrema (Ege, 1953)
  - Lestidiops gracilis (Ege, 1953) - Barracudina traslúcida.
  - Lestidiops indopacifica (Ege, 1953)
  - Lestidiops jayakari jayakari (Boulenger, 1889)
  - Lestidiops jayakari pseudosphyraenoides (Ege, 1918)
  - Lestidiops mirabilis (Ege, 1933)
  - Lestidiops neles (Harry, 1953)
  - Lestidiops pacificus (Parr, 1931)
  - Lestidiops ringens (Jordan y Gilbert, 1880)
  - Lestidiops similis (Ege, 1933)
  - Lestidiops sphyraenopsis (Hubbs, 1916)
  - Lestidiops sphyrenoides (Risso, 1820)
- Género Lestidium (Gilbert, 1905)
  - Lestidium atlanticum (Borodin, 1928) - Barracudina listada.
  - Lestidium bigelowi (Graae, 1967)
  - Lestidium nudum (Gilbert, 1905)
  - Lestidium prolixum (Harry, 1953)
- Género Lestrolepis (Harry, 1953)
  - Lestrolepis intermedia (Poey, 1868) - Barracudina antifaz.
  - Lestrolepis japonica (Tanaka, 1908)
  - Lestrolepis luetkeni (Ege, 1933)
  - Lestrolepis pofi (Harry, 1953)
- Género Macroparalepis (Ege, 1933)
  - Macroparalepis affinis (Ege, 1933)
  - Macroparalepis brevis (Ege, 1933)
  - Macroparalepis danae (Ege, 1933)
  - Macroparalepis johnfitchi (Rofen, 1960)
  - Macroparalepis longilateralis (Post, 1973)
  - Macroparalepis macrogeneion (Post, 1973)
  - Macroparalepis nigra (Maul, 1965)
- Género Magnisudis (Harry, 1953)
  - Magnisudis atlantica (Krøyer, 1868) - Barracudina pequeña. o Barracudina pico de pato.
  - Magnisudis indica (Ege, 1953)
  - Magnisudis prionosa (Rofen, 1963) - Baracudina austral.
- Género Notolepis (Dollo, 1908)
  - Notolepis annulata (Post, 1978) - Barracudina anillada.
  - Notolepis coatsi (Dollo, 1908) - Barracudina antártica.
- Género Paralepis (Cuvier, 1816)
  - Paralepis brevirostris (Parr, 1928)
  - Paralepis coregonoides (Risso, 1820) - Barracudina coregonoide.
  - Paralepis elongata (Brauer, 1906)
  - Paralepis speciosa (Bellotti, 1878)
- Género Stemonosudis (Harry, 1951)
  - Stemonosudis bullisi (Rofen, 1963)
  - Stemonosudis distans (Ege, 1957)
  - Stemonosudis elegans (Ege, 1933)
  - Stemonosudis elongata (Ege, 1933)
  - Stemonosudis gracilis (Ege, 1933) - Barracudina traslúcida.
  - Stemonosudis intermedia (Ege, 1933)
  - Stemonosudis macrura (Ege, 1933)
  - Stemonosudis miscella (Ege, 1933)
  - Stemonosudis molesta (Marshall, 1955)
  - Stemonosudis rothschildi (Richards, 1967)
  - Stemonosudis siliquiventer (Post, 1970)
- Género Sudis (Rafinesque, 1810)
  - Sudis atrox (Rofen, 1963)
  - Sudis hyalina (Rafinesque, 1810)
- Género Uncisudis (Maul, 1956)
  - Uncisudis advena (Rofen, 1963)
  - Uncisudis longirostra (Maul, 1956)
  - Uncisudis posteropelvis (Fukui y Ozawa, 2004)
  - Uncisudis quadrimaculata (Post, 1969)